# Collège Stanislas
El Collège Stanislas coloquialmente conocida como Stan, es una escuela católica privada altamente selectiva en París, situada en "Rue Notre-Dame-des-Champs" en el distrito 6. Tiene más de 3.000 estudiantes, desde preescolar hasta classes préparatoires (clases para preparar a los estudiantes para ingresar a las grandes écoles de élite como École Polytechnique, CentraleSupélec, ESSEC Business School, ESCP Business School y HEC Paris), y es la escuela privada más grande de Francia.
Stanislas es considerada una de las escuelas francesas más prestigiosas y de élite.
La escuela ocupó el primer lugar en 2019 para la escuela secundaria.

## Exalumnos célebres
- Jules Barbey d'Aurevilly, escritor y periodista francés.
- Édouard Baer, actor francés.
- Elme Marie Caro, filósofo francés.
- Claude Simon, escritor francés
- Anatole de Monzie, político francés.
- Jacques Cousteau, explorador e investigador francés.